# Wenus i Adonis (poemat Williama Shakespeare’a)

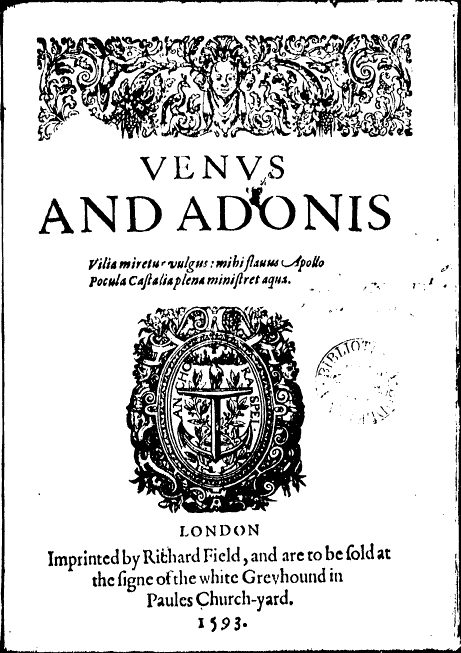
Tytułowa strona pierwszego wydania

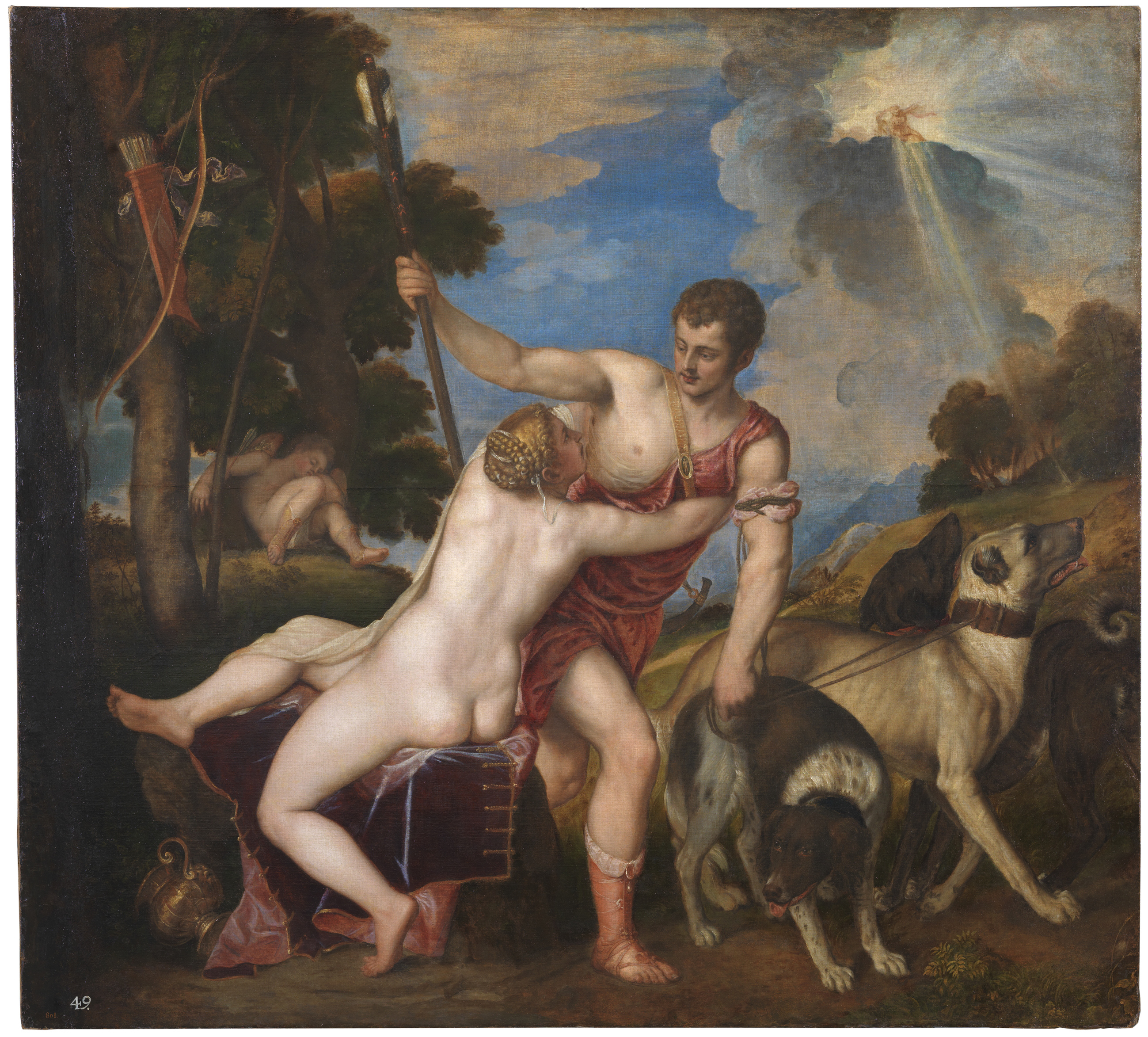
Obraz Tycjana „Wenus i Adonis”

Wenus i Adonis (ang. Venus and Adonis) – jeden z trzech dłuższych poematów napisanych przez Williama Szekspira. Nie należy do dzieł popularnych, rzadko jest wystawiany na scenie.
Wybuch plagi w 1593 w Londynie spowodował, że władze miasta zostały zmuszone do zamknięcia wszystkich teatrów. W tym czasie Szekspir napisał 5 lub 6 dzieł. Pracę tę zadedykował Henrykowi Wriothesley, hrabiemu Southampton, który prawdopodobnie był też w tym czasie jego mecenasem. Wydawcą tego poematu był Richard Field, który był w podobnym wieku jak Szekspir, a także pochodził z tego samego miasta, Stratford-upon-Avon.

## Tło literackie
Jest on inspirowany dziełem Owidiusza Metamorfozy. Dzieło to opowiada historię Wenus, która znalazła sobie pierwszego śmiertelnego kochanka, Adonisa. Ten jednak, nie słuchając jej ostrzeżeń, wybiera się na polowanie, gdzie ginie zabity przez dzika. 
Główna zmiana wprowadzona przez Szekspira polega na tym, iż w jego utworze Adonis odrzuca zaloty Wenus. Możliwe, że do takiego rozwiązania zainspirował go obraz Tycjana, w którym wydaje się, że zaloty Wenus są przez niego odrzucane.

## Fabuła
Wenus, chora z miłości, zrzuca Adonisa z konia, po czym zaczyna go całować, jednak nie jest w stanie nakłonić go do jakiegokolwiek zainteresowania własną osobą. W połowie poematu Adonis oświadcza, że następnego ranka ma zamiar udać się na polowanie na dzika. Wenus, pełna złych obaw, chce go odciągnąć od tego pomysłu, jednak ten nie daje się przekonać. Bohaterka spędza resztę nocy lamentując. O świcie usłyszała odgłosy polowania. Kiedy zorientowała się, że wszystkie dźwięki dochodzą z jednego miejsca, co świadczy o tym, że myśliwi prowadzą zażartą walkę, udała się tam natychmiast. Gdy tam dotarła, zobaczyła ciało Adonisa, okropnie poszarpanego przez dzika. Pogrążona w bólu, bogini miłości nakłada klątwę na miłość: zawsze będzie kończyła się źle, a ci, którzy kochają najbardziej, zaznają największych cierpień. Ta klątwa ma tłumaczyć, dlaczego miłości nie da się oddzielić od bólu.